# 水垵澚
水垵澚，又名水按澚，是澎湖自清治時期至日治初期的一個行政區劃，其範圍即今澎湖縣的望安鄉北部。
水垵澚南邊為網垵澚，其餘各邊瀕海。

## 管轄街庄鄉
水垵澚共轄3個鄉：
- 今望安鄉境內：花宅鄉、水垵鄉、花嶼鄉